# Veronique Hronek
Veronique Hronek (ur. 23 września 1991) – niemiecka narciarka alpejska, brązowa medalistka mistrzostw świata.

## Kariera
Po raz pierwszy na arenie międzynarodowej pojawiła się 2 grudnia 2006 roku w Kaunertal, gdzie w zawodach juniorskich zajęła 37. miejsce w gigancie. Startowała w trzech edycjach MŚJ, najlepszy wynik osiągając na mistrzostwach świata juniorów w Crans Montana w 2011 roku, gdzie zajęła czwarte miejsce w gigancie. W walce o podium lepsza okazała się Wendy Holdener ze Szwajcarii.
W Pucharze Świata zadebiutowała 12 grudnia 2010 roku w Sankt Moritz, gdzie nie zakwalifikowała się do giganta. Pierwsze pucharowe punkty zdobyła blisko rok później - 4 grudnia 2011 roku w Lake Louise zajęła 29. miejsce w supergigancie. Najwyższą lokatę wywalczyła 3 marca 2013 roku w Garmisch-Partenkirchen, gdzie była piąta w supergigancie. W sezonie 2012/2013 zajęła 42. miejsce w klasyfikacji generalnej, w klasyfikacji kombinacji była dziesiąta.
Podczas mistrzostw świata w Schladming w 2013 roku wspólnie z Leną Dürr, Marią Höfl-Riesch, Fritzem Dopferem, Stefanem Luitzem i Felixem Neureutherem wywalczyła brązowy medal w zawodach drużynowych. Na tej samej imprezie była dwunasta w superkombinacji i siedemnasta w gigancie. Podczas rozgrywanych dwa lata później mistrzostw świata w Vail/Beaver Creek była między innymi jedenasta w supergigancie. Nigdy nie startowała na igrzyskach olimpijskich.
W 2020 r. zakończyła karierę.

## Osiągnięcia

### Mistrzostwa świata
| Miejsce | Dzień     | Rok  | Miejscowość       | Konkurencja     | Czas zawodów | Strata | Zwycięzca         |
| ------- | --------- | ---- | ----------------- | --------------- | ------------ | ------ | ----------------- |
| DNF     | 5 lutego  | 2013 | Schladming        | Supergigant     | 1:35,39      | -      | Tina Maze         |
| 12.     | 8 lutego  | 2013 | Schladming        | Superkombinacja | 2:39,92      | +3,97  | Maria Höfl-Riesch |
| DNF     | 10 lutego | 2013 | Schladming        | Zjazd           | 1:50,70      | -      | Marion Rolland    |
| 3.      | 12 lutego | 2013 | Schladming        | Drużynowo       | -            | -      | Austria           |
| 17.     | 14 lutego | 2013 | Schladming        | Gigant          | 2:08,06      | +4,12  | Tessa Worley      |
| 11.     | 3 lutego  | 2015 | Vail/Beaver Creek | Supergigant     | 1:10,29      | +1,82  | Anna Fenninger    |
| 31.     | 6 lutego  | 2015 | Vail/Beaver Creek | Zjazd           | 1:45,89      | +4,54  | Tina Maze         |
| 13.     | 9 lutego  | 2015 | Vail/Beaver Creek | Superkombinacja | 2:33,37      | +4,54  | Tina Maze         |

### Mistrzostwa świata juniorów
| Miejsce | Dzień       | Rok  | Miejscowość       | Konkurencja | Czas biegu | Strata | Zwyciężczyni            |
| ------- | ----------- | ---- | ----------------- | ----------- | ---------- | ------ | ----------------------- |
| DNF2    | 2 marca     | 2009 | Ga-Pa             | Gigant      | 2:45,81    | -      | Viktoria Rebensburg     |
| DSQ     | 4 marca     | 2009 | Ga-Pa             | Supergigant | 1:19,80    | -      | Viktoria Rebensburg     |
| 24.     | 6 marca     | 2009 | Ga-Pa             | Zjazd       | 1:19,60    | +2,44  | Marine Gauthier         |
| 15.     | 31 stycznia | 2010 | Region Mont Blanc | Supergigant | 1:32,21    | +1,39  | Marine Gauthier         |
| DNF1    | 1 lutego    | 2010 | Region Mont Blanc | Slalom      | 1:34,47    | -      | Christina Geiger        |
| 21.     | 5 lutego    | 2010 | Region Mont Blanc | Gigant      | 1:38,34    | +2,08  | Mona Løseth             |
| 12.     | 1 lutego    | 2011 | Crans-Montana     | Zjazd       | 1:32,11    | +1,79  | Lotte Smiseth Sejersted |
| 4.      | 2 lutego    | 2011 | Crans-Montana     | Gigant      | 2:28,27    | +1,43  | Sara Hector             |
| DNF1    | 3 lutego    | 2011 | Crans-Montana     | Slalom      | 1:40,32    | -      | Jessica Depauli         |
| 7.      | 5 lutego    | 2011 | Crans Montana     | Supergigant | 1:28,23    | +1,00  | Elena Curtoni           |

### Puchar Świata

#### Miejsca w klasyfikacji generalnej
- sezon 2011/2012: 51.
- sezon 2012/2013: 42.
- sezon 2013/2014: 73.
- sezon 2014/2015: 85.
- sezon 2017/2018: 119.
- sezon 2018/2019: 114.
- sezon 2019/2020: 99.

#### Miejsca na podium w zawodach
Hronek nie stała na podium indywidualnych zawodów Pucharu Świata.